# Герфорд (Техас)
Герфорд (англ. Hereford) — місто (англ. city) в США, в окрузі Деф-Сміт штату Техас. Населення — 14 972 особи (2020).

## Географія
Герфорд розташований за координатами 34°49′24″ пн. ш. 102°23′58″ зх. д. / 34.82333° пн. ш. 102.39944° зх. д. (34.823405, -102.399444). За даними Бюро перепису населення США в 2010 році місто мало площу 15,36 км², уся площа — суходіл.

### Клімат
| Клімат : Герфорд             | Клімат : Герфорд | Клімат : Герфорд | Клімат : Герфорд | Клімат : Герфорд | Клімат : Герфорд | Клімат : Герфорд | Клімат : Герфорд | Клімат : Герфорд | Клімат : Герфорд | Клімат : Герфорд | Клімат : Герфорд | Клімат : Герфорд | Клімат : Герфорд |
| Показник                     | Січ.             | Лют.             | Бер.             | Квіт.            | Трав.            | Черв.            | Лип.             | Серп.            | Вер.             | Жовт.            | Лист.            | Груд.            | Рік              |
| Абсолютний максимум, °C      | 28,9             | 28,3             | 36,7             | 36,7             | 39,4             | 43,9             | 41,7             | 40,6             | 38,9             | 36,1             | 30,6             | 26,7             | 43,9             |
| Середній максимум, °C        | 9,9              | 12,8             | 17,6             | 22,2             | 26,8             | 31,6             | 33,1             | 31,8             | 28,1             | 22,7             | 15,4             | 10,3             | 21,9             |
| Середній мінімум, °C         | −6,1             | −4,1             | −0,6             | 4,1              | 9,8              | 15,1             | 17,5             | 16,2             | 12,4             | 5,8              | −1,1             | −5,2             | 5,4              |
| Абсолютний мінімум, °C       | −26,1            | −27,2            | −17,2            | −10              | −8,9             | 4,4              | 10,6             | 4,4              | −0,6             | −9,4             | −17,8            | −24,4            | −27,2            |
| Норма опадів, мм             | 13               | 13               | 25               | 26               | 54               | 74               | 52               | 82               | 57               | 40               | 20               | 19               | 475              |
| Днів з опадами               | 3,0              | 3,4              | 4,2              | 4,7              | 6,8              | 7,4              | 6,4              | 7,7              | 6,0              | 4,7              | 3,5              | 3,8              | 61,6             |
| Днів зі снігом               | 1,9              | 1,6              | 0,8              | 0,4              | 0                | 0                | 0                | 0                | 0                | 0,1              | 0,8              | 2,0              | 7,6              |
| ---------------------------- | ---------------- | ---------------- | ---------------- | ---------------- | ---------------- | ---------------- | ---------------- | ---------------- | ---------------- | ---------------- | ---------------- | ---------------- | ---------------- |
| Джерело: The Weather Channel |                  |                  |                  |                  |                  |                  |                  |                  |                  |                  |                  |                  |                  |

## Демографія
Згідно з переписом 2010 року, у місті мешкало 15 370 осіб у 4989 домогосподарствах у складі 3788 родин. Густота населення становила 1001 особа/км². Було 5412 помешкання (352/км²).
Расовий склад населення:
| - 77,1 % — білих - 1,4 % — чорних або афроамериканців - 1,0 % — корінних американців - 0,3 % — азіатів - 17,6 % — осіб інших рас |

До двох чи більше рас належало 2,5 %. Частка іспаномовних становила 71,7 % від усіх жителів.
За віковим діапазоном населення розподілялося таким чином: 33,1 % — особи молодші 18 років, 56,0 % — особи у віці 18—64 років, 10,9 % — особи у віці 65 років та старші. Медіана віку мешканця становила 30,0 року. На 100 осіб жіночої статі у місті припадало 97,2 чоловіків; на 100 жінок у віці від 18 років та старших — 93,9 чоловіків також старших 18 років.
Середній дохід на одне домашнє господарство становив 51 832 долари США (медіана — 41 250), а середній дохід на одну сім'ю — 58 564 долари (медіана — 46 612). Медіана доходів становила 38 497 доларів для чоловіків та 29 069 доларів для жінок. За межею бідності перебувало 24,1 % осіб, у тому числі 32,8 % дітей у віці до 18 років та 14,0 % осіб у віці 65 років та старших.
Цивільне працевлаштоване населення становило 6451 особа. Основні галузі зайнятості: освіта, охорона здоров'я та соціальна допомога — 20,6 %, виробництво — 15,9 %, роздрібна торгівля — 12,8 %.

## Уродженці
- Рон Елі (* 1938) — американський актор і романіст.